# سابين بيرينغ غولد
كان سابين بيرينغ غولد (28 يناير 1834- 2 يناير 1924) من قرية لو ترينشارد في ديفون بإنجلترا، قسًا أنجليكيًا وكاتب سير قديسين ومتخصصًا بالأثريات وروائيًا وجامع أغان شعبية وباحثًا انتقائيًا. يتألف فهرسه من أكثر من 1240 منشور، وما زال مستمرًا بالنمو.
يُذكر بصورة خاصة على أنه كاتب ترانيم، وأشهر ما كتبه منها هي «إلى الأمام أيها الجند المسيحيون»، و «الآن وقد انتهى اليوم». ترجم أيضًا أنشودات «رسالة جبريل» و «غنِّ التهويدة» من اللغة البشكنشية إلى الإنجليزية.
حُوفظ على منزل عائلته، قصر لو ترينشارد بديفون، مثلما أعاد بناءه وصار الآن فندقًا.

## أصوله
وُلد سابين بيرينغ غولد في أبرشية سانت سيدويل بإكسيتر في 28 يناير 1834. كان الابن الأكبر وولي العهد لإدوارد بيرينغ غولد (1804- 1872) وهو سيد قصر لو ترينشارد وقاضي صلح وملازم مفوض في ديفون، وكان سابقًا ملازمًا في مشاة مادراس الخفيفة (استقال عام 1830)، وزوجته الأولى سوفيا تشارلوت بوند، ابنة الأميرال فرانيسي غودولفين بوند من البحرية الملكية.
كان جد سابين لأبيه ويليام بيرينغ (توفي في 1846)، وهو قاضي صلح وملازم مفوض تولى في 1795 بموجب ترخيص ملكي اللقب الإضافي وشعار غولد، وفقًا لشروط وراثته قصر لو ترينشارد من والدته مارغريت غولد، الابنة والوريثة النهائية لويليام دريك غولد (1719- 1767) من لو ترينشارد.
انحدرت عائلة غولد من شخص اسمه جون غولد، وهو صليبي كان حاضرًا في حصار دمياط عام 1217 ومنحه رالف دي فاليبوس في عام 1220 عزبة سيبورو في سومرست بسبب بسالته. كانت مارغريت غولد زوجة تشارلز بيرينغ (1742- 1829) من كورتلاند في أبرشية إكسموث بديفون، وما يزال ضريحه قائمًا في كنيسة ليمستون. كان الابن الرابع ليوهان بيرينغ (1697- 1748)، من لاركبير هاوس بإكسيتر، وهو مهاجر ألماني تدرب لدى تاجر خشب من إكسيتر، والأخ الأصغر لفرانسيس بيرينغ (1740- 1810)، وجون بيرينغ (1730- 1816) من ماونت رادفورد بإكسيتر. أسس الأخوان بيت التجارة في لندن التابع لشركة جون وفرانسيس بيرينغ، والذي صار في آخر الأمر مصرف بيرينغز.
سُمي سابين تيمنًا بعائلة جدته لأمه، ديانا أميليا سابين (توفيت في 1858)، زوجة ويليام بيرينغ غولد (توفي في 1846)، وابنة جوزيف سابين من تيوين بهيرتفوردشاير وأخت المستكشف القطبي الجنرال السير إدوارد سابين.